# 日本の市町村の廃置分合
日本の市町村の廃置分合（にほんのしちょうそんの はいちぶんごう）では、日本における市町村の分割・分立・合体・編入について説明する。
市町村の合体と編入とは合わせて合併といわれ、一般には市町村合併と言われる。

## 概要
日本では1889年（明治22年）の市制・町村制施行以降、市町村の分割・分立より合併が多いため、市町村数は減少している。
下記のとおり、大規模な市町村合併が行われた。
- 明治の大合併 - 1888年（明治21年）から1889年（明治22年）まで。市町村数は71,314から15,859に減少。
- 昭和の大合併 - 1956年（昭和31年）から1961年（昭和36年）まで。市町村数は9,868から3,472に減少。町村合併法と新市町村建設促進法による。
- 平成の大合併 - 1999年（平成11年）から2010年（平成22年）まで。市町村数は3,232から1,821に減少。地方分権一括法による合併特例法の改正による。

2014年（平成26年）4月5日に栃木県栃木市が下都賀郡岩舟町を編入した以降は市町村合併は実施されていない。
なお、昭和以降において、市町村合併は、地方自治法第7条の「市町村の廃置分合または市町村の境界変更」の一形態に該当する。また、市町村の所属都道府県の変更は「都道府県の境界変更」にあたり、地方自治法第6条に規定されている。

## 市町村合併の歴史

### 明治の大合併
明治維新後も江戸時代からの自然発生的な地縁共同体としての町村が存在し、生活の基本となっていた。当初、明治政府はこれと無関係に大区小区制を敷いたが、住民の反発が大きかったことから、1878年（明治11年）に郡区町村編制法を制定し、町村を基本単位として認め、郡制及び5町村程度を管轄する戸長役場を置いた。しかし、府県、郡役所、戸長役場、町村という複雑な4層構造になってしまったため、行政執行に適した規模の町村の再編が必要となった。
明治政府は1888年（明治21年）に市制及び町村制を公布するとともに、内務大臣訓令で各地方長官に町村合併の推進を指示した。これに基づき強力に町村合併が進められた結果、町村数は1888年（明治21年）末の71,314から1889年（明治22年）末には15,820となり、約5分の1に減少した。このときはおおむね小学校1校の区域となる約300戸から500戸が町村の標準規模とされた。
明治の大合併を経て、地縁共同体だった町村は近代的な意味で地域を行政統治するための地方公共団体に変貌することとなった。しかし、大きな合併を経ていない小規模町村においては現代に至るまで江戸時代からの地縁性が残っている。

### 明治から戦前までの合併
1889年（明治22年）以降も町村合併は進められ、1898年（明治31年）までにさらに2,849減少したが、1898年（明治31年）以降は漸減傾向で推移し、1918年（大正7年）までには267が減少したのみだった。
1923年（大正12年）に郡制が廃止されたが、これをきっかけに町村合併等の機運が盛り上がり、1918年（大正7年）から1930年（昭和5年）までの12年間に、町村数は約500減少した。その後、1940年（昭和15年）に紀元2600年を記念して合併が進められた時期などがあり、1943年（昭和18年）には市数200、町村数10,476となった。
1945年（昭和20年）、第二次世界大戦終戦直後には、市数205、町数1,797、村数8,818となっていた。

### 昭和の大合併
戦後、新制中学校の設置管理、市町村消防、自治体警察の創設、社会福祉、保健衛生関係などが新たに市町村の事務とされ、増大した行政執行の財政確保のために、市町村を適正規模に拡大することが必要となった。
このため、1953年（昭和28年）に町村合併促進法が施行され、新制中学校1校を管理するのに必要な規模としておおむね8,000人以上の住民を有することが標準とされた。
さらに「町村数を約3分の1に減少することを目途」とする町村合併促進基本計画（昭28年10月30日閣議決定）の達成のため、1956年（昭和31年）に新市町村建設促進法が施行され、全国的に市町村合併が推進された。
1953年（昭和28年）の町村合併促進法施行から、新市町村建設促進法を経て、1953年（昭和28年）10月に9,868あった基礎自治体が1961年（昭和36年）には3,472になり、約3分の1に減少した。

### 高度経済成長期の合併
高度経済成長期における都市化やモータリゼーションの進展を背景とする合併の動きに対応するため、1965年（昭和40年）に市町村の合併の特例に関する法律（合併特例法）が制定された。郡山市・岡山市・倉敷市・富士市などの地域拠点になることを目指した合併や、新産業都市の指定を目指して平市・磐城市など14もの市町村がいわき市になるなどの大規模な合併が行われた。また、高度経済成長期には山間部の過疎が進行したため、隣接する都市が山間部を取り込むという動きもあった。静岡市などがそれに該当する。市制施行のための人口要件が緩和され、鴨川市・備前市・東予市（現：西条市）など人口3万人以上での市制施行を目指した合併も行われた。

### 平成の大合併
1965年（昭和40年）に10年の時限立法として制定された合併特例法は1975年（昭和50年）以降も10年毎に延長を繰り返して来たが、1970年代後半からは合併の動きが低調になった。1980年代末ごろから、商工会議所などの経済団体や青年会議所を中心として、市町村合併を推進する提言が各地で行われる一方、第二次臨時行政調査会最終答申や地方分権推進委員会勧告等において市町村合併の推進が提言されてきた。
このような中、1995年（平成7年）に地方分権一括法によって合併特例法の改正が行われ、住民の直接請求により法定合併協議会の設置を発議できる制度の新設や、合併特例債を中心とした財政支援措置の拡充がなされ、以降、市町村合併が政府により強力に推進されることとなった。政令指定都市への移行や、町村の市への移行のための人口要件の緩和なども、数度の改定で盛り込まれ、合併論議が加速されることになった。また、1996年（平成8年）の第41回衆議院議員総選挙では主要政党（自由民主党、新進党、民主党）いずれもが市町村合併の推進を政権公約に掲げるに至った。なお、2000年（平成12年）には、当時の与党3党（自民党・公明党・保守党）により「基礎的自治体の強化の視点で、市町村合併後の自治体数を1000を目標とする」との方針が示されている。
市町村側にとって特に影響が大きかったのは、政府（旧：自治省、現：総務省）による合併特例債を中心とした手厚い財政支援と、同時期に進行した三位一体改革による地方交付税の大幅な削減であった。合併特例債は、法定合併協議会で策定する「合併市町村建設計画」に定めた事業や基金の積立に要する経費について、合併年度後10年度に限り、その財源として借り入れることができる地方債のことで、対象事業費の95%に充当でき、元利償還金の70%を後年度に普通交付税によって措置されるという破格に有利な条件であった。合併特例債等の特例が2005年（平成17年）3月31日までに合併手続きを完了した場合に限られたことから、駆け込み合併が相次いだ。市町村合併の動きは2003年（平成15年）から2005年（平成17年）にかけてピークを迎え、1999年（平成11年）3月末に3,232あった市町村の数は、2006年（平成18年）4月には1,820にまで減少した。ただし小規模町村であっても、原子力発電所の立地にともなう電力事業の交付金、大企業の立地に伴う税金などにより、地方交付税への依存度が低い町村の合併は進まなかった。また、地方においておおむね合併が進む一方（新潟県、富山県、愛媛県、大分県など）、都市部における合併はあまり進まない結果となった（東京都、神奈川県、大阪府など）。
その後は、2005年（平成17年）4月に施行された合併新法（市町村の合併の特例等に関する法律）に基づき、引き続き市町村の合併が進められた。合併新法においては、合併特例債などの財政支援措置がなくなる一方、都道府県による合併推進が盛り込まれた点に特色があるが、合併の動きは旧法下と比べて鈍いものとなっている。
2009年（平成21年）5月26日には第29次地方制度調査会が、合併新法の期限である2010年（平成22年）3月末をもって政府主導による合併推進は一区切りとするべきとの答申を決定。2010年（平成22年）4月1日に合併新法は改正され、期限はさらに10年間延長されたが、国・都道府県による合併の推進に関する規定は削除され、市制施行の条件緩和などの特例も廃止されるなど、政府主導の合併推進運動は正式に終了した。
平成の大合併以前は全国で町の数が市の約3倍存在したが、特例措置により町村の数は減り続け、2010年（平成22年）2月1日に愛知県豊川市が宝飯郡小坂井町を、福岡県八女市が八女郡黒木町・立花町・矢部村・星野村を編入し、3町2村が減ったため、市と町の数が同じ784となった。3月8日に山梨県南巨摩郡鰍沢町と増穂町が合併し富士川町となったため、1町が減り、市が町の数を上回った。2014年（平成26年）4月5日、栃木県下都賀郡岩舟町が栃木市に編入したのを最後に日本では市町村合併が行われておらず、この時点で市町村の数は1,718にまで減少した。1999年以降の20年間で平成の大合併・経費削減・地方議員になりたい人の減少などで市区町村議会の地方議員定数が6万113人から2018年には3万339人の枠へと半減した。しかし、地方議員枠を半減させた後でさえも地方議会選挙の中でも統一地方選挙の時期は特に「無投票や定数割れになったために減らすケース」が過疎地域では顕在化する。2015年の統一選の町村議選では、「無投票当選した議員」の割合が2割を超え、4町村では「候補者が集まりそうになかった」ために立候補者数自体が定数未満だった。そのうち2つである新潟県粟島浦村は2018年に議員定数を8から7に削減し、群馬県藤岡市は改選目前の2019年3月に議員定数20を18に減らした。

#### 平成の大合併による都道府県別市町村数推移
| 都道府県 | 1999年（平成11年）3月31日時点 | 1999年（平成11年）3月31日時点 | 1999年（平成11年）3月31日時点 | 1999年（平成11年）3月31日時点 | 2014年（平成26年）4月5日時点 | 2014年（平成26年）4月5日時点 | 2014年（平成26年）4月5日時点 | 2014年（平成26年）4月5日時点 | 増減数・増減率 | 増減数・増減率 | 増減数・増減率 | 増減数・増減率 | 増減数・増減率 | 増減数・増減率 | 増減数・増減率 | 増減数・増減率 |
| 都道府県 | 市町村数                      | 市                            | 町                            | 村                            | 市町村数                     | 市                           | 町                           | 村                           | 市町村         | 率             | 市             | 率             | 町             | 率             | 村             | 率             |
| -------- | ----------------------------- | ----------------------------- | ----------------------------- | ----------------------------- | ---------------------------- | ---------------------------- | ---------------------------- | ---------------------------- | -------------- | -------------- | -------------- | -------------- | -------------- | -------------- | -------------- | -------------- |
| 北海道   | 212                           | 34                            | 154                           | 24                            | 179                          | 35                           | 129                          | 15                           | -33            | -16%           | +1             | +3%            | -25            | -16%           | -9             | -38%           |
| 青森県   | 67                            | 8                             | 34                            | 25                            | 40                           | 10                           | 22                           | 8                            | -27            | -40%           | +2             | +25%           | -12            | -35%           | -17            | -68%           |
| 岩手県   | 59                            | 13                            | 30                            | 16                            | 33                           | 14                           | 15                           | 4                            | -26            | -44%           | +1             | +8%            | -15            | -50%           | -12            | -75%           |
| 宮城県   | 71                            | 10                            | 59                            | 2                             | 35                           | 13                           | 21                           | 1                            | -36            | -51%           | +3             | +30%           | -38            | -64%           | -1             | -50%           |
| 秋田県   | 69                            | 9                             | 50                            | 10                            | 25                           | 13                           | 9                            | 3                            | -44            | -64%           | +4             | +44%           | -41            | -82%           | -7             | -70%           |
| 山形県   | 44                            | 13                            | 27                            | 4                             | 35                           | 13                           | 19                           | 3                            | -9             | -20%           | 0              | 0%             | -8             | -30%           | -1             | -25%           |
| 福島県   | 90                            | 10                            | 52                            | 28                            | 59                           | 13                           | 31                           | 15                           | -31            | -34%           | +3             | +30%           | -21            | -40%           | -13            | -46%           |
| 茨城県   | 85                            | 20                            | 48                            | 17                            | 44                           | 32                           | 10                           | 2                            | -41            | -48%           | +12            | +60%           | -38            | -79%           | -15            | -88%           |
| 栃木県   | 49                            | 12                            | 35                            | 2                             | 25                           | 14                           | 11                           | 0                            | -24            | -49%           | +2             | +17%           | -24            | -69%           | -2             | -100%          |
| 群馬県   | 70                            | 11                            | 33                            | 26                            | 35                           | 12                           | 15                           | 8                            | -35            | -50%           | +1             | +9%            | -18            | -55%           | -18            | -69%           |
| 埼玉県   | 92                            | 43                            | 38                            | 11                            | 63                           | 40                           | 22                           | 1                            | -29            | -32%           | -3             | -7%            | -16            | -42%           | -10            | -91%           |
| 千葉県   | 80                            | 31                            | 44                            | 5                             | 54                           | 37                           | 16                           | 1                            | -26            | -33%           | +6             | +19%           | -28            | -64%           | -4             | -80%           |
| 東京都   | 40                            | 27                            | 5                             | 8                             | 39                           | 26                           | 5                            | 8                            | -1             | -3%            | -1             | -4%            | 0              | 0%             | 0              | 0%             |
| 神奈川県 | 37                            | 19                            | 17                            | 1                             | 33                           | 19                           | 13                           | 1                            | -4             | -11%           | 0              | 0%             | -4             | -24%           | 0              | 0%             |
| 新潟県   | 112                           | 20                            | 57                            | 35                            | 30                           | 20                           | 6                            | 4                            | -82            | -73%           | 0              | 0%             | -51            | -90%           | -31            | -89%           |
| 富山県   | 35                            | 9                             | 18                            | 8                             | 15                           | 10                           | 4                            | 1                            | -20            | -57%           | +1             | +11%           | -14            | -78%           | -7             | -88%           |
| 石川県   | 41                            | 8                             | 27                            | 6                             | 19                           | 11                           | 8                            | 0                            | -22            | -54%           | +3             | +38%           | -19            | -70%           | -6             | -100%          |
| 福井県   | 35                            | 7                             | 22                            | 6                             | 17                           | 9                            | 8                            | 0                            | -18            | -51%           | +2             | +29%           | -14            | -64%           | -6             | -100%          |
| 山梨県   | 64                            | 7                             | 37                            | 20                            | 27                           | 13                           | 8                            | 6                            | -37            | -58%           | +6             | +86%           | -29            | -78%           | -14            | -70%           |
| 長野県   | 120                           | 17                            | 36                            | 67                            | 77                           | 19                           | 23                           | 35                           | -43            | -36%           | +2             | +12%           | -13            | -36%           | -32            | -48%           |
| 岐阜県   | 99                            | 14                            | 55                            | 30                            | 42                           | 21                           | 19                           | 2                            | -57            | -58%           | +7             | +50%           | -36            | -65%           | -28            | -93%           |
| 静岡県   | 74                            | 21                            | 49                            | 4                             | 35                           | 23                           | 12                           | 0                            | -39            | -53%           | +2             | +10%           | -37            | -76%           | -4             | -100%          |
| 愛知県   | 88                            | 31                            | 47                            | 10                            | 54                           | 38                           | 14                           | 2                            | -34            | -39%           | +7             | +22%           | -33            | -70%           | -8             | -80%           |
| 三重県   | 69                            | 13                            | 47                            | 9                             | 29                           | 14                           | 15                           | 0                            | -40            | -58%           | +1             | +8%            | -32            | -68%           | -9             | -100%          |
| 滋賀県   | 50                            | 7                             | 42                            | 1                             | 19                           | 13                           | 6                            | 0                            | -31            | -62%           | +6             | +86%           | -36            | -86%           | -1             | -100%          |
| 京都府   | 44                            | 12                            | 31                            | 1                             | 26                           | 15                           | 10                           | 1                            | -18            | -41%           | +3             | +25%           | -21            | -68%           | 0              | 0%             |
| 大阪府   | 44                            | 33                            | 10                            | 1                             | 43                           | 33                           | 9                            | 1                            | -1             | -2%            | 0              | 0%             | -1             | -10%           | 0              | 0%             |
| 兵庫県   | 91                            | 21                            | 70                            | 0                             | 41                           | 29                           | 12                           | 0                            | -50            | -55%           | +8             | +38%           | -58            | -83%           | 0              | -              |
| 奈良県   | 47                            | 10                            | 20                            | 17                            | 39                           | 12                           | 15                           | 12                           | -8             | -17%           | +2             | +20%           | -5             | -25%           | -5             | -29%           |
| 和歌山県 | 50                            | 7                             | 36                            | 7                             | 30                           | 9                            | 20                           | 1                            | -20            | -40%           | +2             | +29%           | -16            | -44%           | -6             | -86%           |
| 鳥取県   | 39                            | 4                             | 31                            | 4                             | 19                           | 4                            | 14                           | 1                            | -20            | -51%           | 0              | 0%             | -17            | -55%           | -3             | -75%           |
| 島根県   | 59                            | 8                             | 41                            | 10                            | 19                           | 8                            | 10                           | 1                            | -40            | -68%           | 0              | 0%             | -31            | -76%           | -9             | -90%           |
| 岡山県   | 78                            | 10                            | 56                            | 12                            | 27                           | 15                           | 10                           | 2                            | -51            | -65%           | +5             | +50%           | -46            | -82%           | -10            | -83%           |
| 広島県   | 86                            | 13                            | 67                            | 6                             | 23                           | 14                           | 9                            | 0                            | -63            | -73%           | +1             | +8%            | -58            | -87%           | -6             | -100%          |
| 山口県   | 56                            | 14                            | 37                            | 5                             | 19                           | 13                           | 6                            | 0                            | -37            | -66%           | -1             | -7%            | -31            | -84%           | -5             | -100%          |
| 徳島県   | 50                            | 4                             | 38                            | 8                             | 24                           | 8                            | 15                           | 1                            | -26            | -52%           | +4             | +100%          | -23            | -61%           | -7             | -88%           |
| 香川県   | 43                            | 5                             | 38                            | 0                             | 17                           | 8                            | 9                            | 0                            | -26            | -60%           | +3             | +60%           | -29            | -76%           | 0              | -              |
| 愛媛県   | 70                            | 12                            | 44                            | 14                            | 20                           | 11                           | 9                            | 0                            | -50            | -71%           | -1             | -8%            | -35            | -80%           | -14            | -100%          |
| 高知県   | 53                            | 9                             | 25                            | 19                            | 34                           | 11                           | 17                           | 6                            | -19            | -36%           | +2             | +22%           | -8             | -32%           | -13            | -68%           |
| 福岡県   | 97                            | 24                            | 65                            | 8                             | 60                           | 28                           | 30                           | 2                            | -37            | -38%           | +4             | +17%           | -35            | -54%           | -6             | -75%           |
| 佐賀県   | 49                            | 7                             | 37                            | 5                             | 20                           | 10                           | 10                           | 0                            | -29            | -59%           | +3             | +43%           | -27            | -73%           | -5             | -100%          |
| 長崎県   | 79                            | 8                             | 70                            | 1                             | 21                           | 13                           | 8                            | 0                            | -58            | -73%           | +5             | +63%           | -62            | -89%           | -1             | -100%          |
| 熊本県   | 94                            | 11                            | 62                            | 21                            | 45                           | 14                           | 23                           | 8                            | -49            | -52%           | +3             | +27%           | -39            | -63%           | -13            | -62%           |
| 大分県   | 58                            | 11                            | 36                            | 11                            | 18                           | 14                           | 3                            | 1                            | -40            | -69%           | +3             | +27%           | -33            | -92%           | -10            | -91%           |
| 宮崎県   | 44                            | 9                             | 28                            | 7                             | 26                           | 9                            | 14                           | 3                            | -18            | -41%           | 0              | 0%             | -14            | -50%           | -4             | -57%           |
| 鹿児島県 | 96                            | 14                            | 73                            | 9                             | 43                           | 19                           | 20                           | 4                            | -53            | -55%           | +5             | +36%           | -53            | -73%           | -5             | -56%           |
| 沖縄県   | 53                            | 10                            | 16                            | 27                            | 41                           | 11                           | 11                           | 19                           | -12            | -23%           | +1             | +10%           | -5             | -31%           | -8             | -30%           |
| 総計     | 3232                          | 670                           | 1994                          | 568                           | 1718                         | ※790                         | ※745                         | 183                          | -1514          | -47%           | +120           | +18%           | -1249          | -63%           | -385           | -68%           |

※2016年（平成28年）に宮城県黒川郡富谷町が市制施行して富谷市に、2018年（平成30年）に福岡県筑紫郡那珂川町が市制施行して那珂川市となっており、2023年（令和5年）現在は792市743町183村（最新状況（総務省））。

## 合併と分割の種類

### 合体（新設合併）と編入（編入合併）
合体
合併しようとする市町村をすべて廃止して新規に市町村を設置する方法。 合併に関わるすべての市町村の法人格が消滅するため、すべての市町村長と市町村の議会の議員は失職し、合併で設置された新市町村で市町村長と市町村の議会の議員の選挙が行われる。ただし、市町村の議会の議員については合併新法による在任特例を適用することもできる。また、市町村長の選挙まで市町村長職務執行者が置かれ、市町村長の職務を代行する。なお、市町村長職務執行者には合併前のいずれかの市町村長で、合併後の市町村長の選挙に出馬しない者が就任する例が多い。
同規模の市町村同士の合併で行われる例が多いが、規模に大きな違いがあっても合併協議の結果採用されたケースもある。俗に新設合併と呼ばれる。
編入
合併しようとする複数の市町村のうち、1個を存続法人として、それ以外の市町村を廃止して存続法人に組み入れる方法。
編入される市町村は法人格が消滅するため、その市町村長と市町村の議会の議員は失職する。ただし、市町村の議会の議員については編入した市町村の議会の議員になることも特例として可能。市町村長の選挙や市町村の議会の議員の選挙は、存続市町村で合併直後に任期満了になった場合と、合併前後に市町村長が任期途中で死去もしくは辞職した場合のみ行われる。
合併する市町村の規模が大きく異なる場合に行われる例が多い。俗に編入合併と呼ばれる。

#### 合併
市町村の合併の特例等に関する法律第2条第1項では「市町村の合併」を以下のように定義している。
この法律において「市町村の合併」とは、二以上の市町村の区域の全部若しくは一部をもって市町村を置き、又は市町村の区域の全部若しくは一部を他の市町村に編入することで市町村の数の減少を伴うものをいう。-- 「市町村の合併の特例等に関する法律（平成十六年法律第五十九号）」『第二条第一項（定義）』
すなわち、市町村の合併とは市町村の合体及び編入の総称である。

#### 合併に関する他の用語
編入（編入合併）の代わりに吸収合併、合体（新設合併）の代わりに対等合併という語が使われることがあるが、これらの語は手続ではなく理念に基づくもののため、編入（編入合併）や合体（新設合併）と同義ではない。
合併前からの（最大規模の）市町村の名称を引き継ぐなど、実質上は吸収合併の様相を呈するケースでも、「吸収」というイメージを極力排除して、対等な関係を強調したい場合には、手続として新設合併の手法を採ることがある。このようなケースでは、合併を機に市町村の標章を変更するなど、対等な関係を強調するための手続きの変更がなされることもある。

### 越境合併
通常の合併は同一都道府県内の市町村同士で行われることがほとんどであるが、県境に隣接していて地理的、経済的理由などで同一都道府県内よりも他県市町村との交流が深ければ、県境を越えた合併が模索される場合がある。これを越境合併（越県合併、県境合併）と呼ぶ。

### 分割と分立
分割
1個の市町村を廃止して、複数の区域に分けて新規に市町村を設置する方法。 分割される市町村の法人格が消滅するため、その市町村長と市町村の議会の議員は失職し、分割後に設置された新市町村で市町村長と市町村の議会の議員の選挙が行われる。合体合併の対義語で解体分割という語で示されることもある。
分立
1個の市町村を存続させたまま、区域の一部を新しい市町村を設置する方法。 分立前の市町村の法人格が存続するため、その市町村長と市町村の議会の議員は当然には失職せず、新設市町村の区域に住所がある市町村の議会の議員は被選挙権を失うので、地方自治法127条による議会の資格決定の議決によって失職する。市町村長の被選挙権資格には住所要件がないので、新設市町村に住所があっても失職しない。分立されて設置された新市町村で市町村長と市町村の議会の議員の選挙が行われる。俗に分離又は「分市（町・村）」ともいう。
いずれも、地理歴史や交通体系、住民の生活圏が異なる複数の地域を併せ持っている市町村で実施されることが一般的である。
第二次世界大戦中に国策で合併した町村が戦後に分立されたり、昭和の大合併で合併した町村が新市町村内の対立で分立されたりするという例があった。

### 合併後に分立された市町村

#### 合併後、全域もしくは大部分が新しい自治体として分立された市町村
北海道網走郡藻琴村
1915年（大正4年）4月に一級町村の網走町へ編入、1947年（昭和22年）2月に旧村の南部が東藻琴村として分離。網走町の残部は網走市へ昇格。
2006年（平成18年）3月に東藻琴村は女満別町と合併、大空町に。
北海道河西郡上帯広村・売買村・幸震村
1915年（大正4年）4月に二級町村の3村が合併して大正村となり、1924年（大正13年）2月に旧：上帯広村の全部と旧：売買村の一部が川西村として、1947年（昭和22年）9月に旧：売買村・幸震村の一部が中札内村として、旧：幸震村の一部がのちに編入された旧：幕別村の一部とともに更別村として分立。
1957年（昭和32年）3月に大正村・川西村は帯広市へ編入。
秋田県南秋田郡飯田川町
1942年（昭和17年）3月に大久保町と合併して昭和町となり、1950年（昭和25年）9月に分立。
2005年（平成17年）3月に天王町・昭和町と合併、潟上市に。
秋田県南秋田郡豊川村
1942年（昭和17年）4月に昭和町と合併して昭和町となり、1950年（昭和25年）7月に分離。
1956年（昭和31年）9月に昭和町と再度合併し昭和町に。
2005年（平成17年）3月に昭和町は天王町・飯田川町と合併し潟上市へ。
秋田県河辺郡豊島村
1942年（昭和17年）に和田町へ編入、1950年（昭和25年）7月に分立。
1955年（昭和30年）3月に和田町・岩見三内村と合併し河辺町に。
2005年（平成17年）1月に河辺町は雄和町とともに秋田市へ編入。
茨城県稲敷郡源清田村
1942年（昭和17年）8月に長竿村と合併して瑞穂村となり、1949年（昭和24年）8月に分立。瑞穂村の残部は長竿村に改称。
1955年（昭和30年）5月に長竿村・生板村と合併、河内村に。
1996年（平成8年）6月に河内村は町制を施行して河内町に。
埼玉県北足立郡鳩ヶ谷町
1940年（昭和15年）4月に川口市へ編入、1950年（昭和25年）11月に住民投票の結果を踏まえて分立。
1967年（昭和42年）に市制を施行し鳩ヶ谷市に。
2011年（平成23年）10月に川口市へ編入。
埼玉県北足立郡志木町・内間木村、入間郡水谷村・宗岡村
1944年（昭和19年）2月に合併（内間木村は荒川東岸を除く）、志紀町が発足。1948年（昭和23年）4月に合併前の1町3村へ分割。なお、合併前は入間郡に属していた水谷村と宗岡村も北足立郡の所属となった。
志木町・宗岡村は1955年（昭和30年）5月に合併して足立町となり、1970年（昭和45年）10月に改称して市制を施行し志木市に。
内間木村は1955年（昭和30年）4月に朝霞町と合併して新たに朝霞町となり、1967年（昭和42年）3月に市制を施行して朝霞市に。
水谷村は1956年（昭和31年）9月に入間郡鶴瀬村・南畑村と合併して入間郡富士見村となり、1967年（昭和42年）4月に町制、1972年（昭和47年）4月に市制を施行して富士見市に。
埼玉県北埼玉郡種足村・高柳村・田ヶ谷村・鴻茎村
1943年（昭和18年）4月に同郡騎西町と合併、騎西町が発足。1946年（昭和21年）5月に合併前の1町4村へ分割。
種足村・田ヶ谷村・鴻茎村は1954年（昭和29年）10月に騎西町と合併、騎西町に。
高柳村は1955年（昭和30年）3月に騎西町へ編入。
2010年（平成22年）3月23日に騎西町は加須市・北川辺町・大利根町と合併し、加須市に。
埼玉県北葛飾郡静村・豊田村
1944年（昭和19年）4月に同郡栗橋町と合併、栗橋町が発足。1949年（昭和24年）10月に合併前の1町2村へ分離。
1957年（昭和32年）4月に両村は栗橋町と合併、栗橋町が発足。
2010年（平成22年）3月23日に栗橋町は久喜市、南埼玉郡菖蒲町・鷲宮町と合併し、久喜市に。
埼玉県秩父郡皆野町・三沢村・国神村・日野沢村・大田村・金沢村
1943年（昭和18年）9月に同郡白鳥村の一部と合併、美野町が発足。1946年（昭和21年）12月に合併前の1町5村に分離。旧：白鳥村の部分は皆野町に所属。
皆野町・国神村・日野沢村・金沢村は1955年（昭和30年）3月に合併し、皆野町が発足。
三沢村は1957年（昭和32年）3月に皆野町へ編入。
大田村は1957年（昭和32年）5月に秩父市へ編入。
東京府北豊島郡練馬町・上練馬村・中新井村・石神井村・大泉村
1932年（昭和7年）に1町3村とともに東京市へ編入され板橋区に。
1943年（昭和18年）に都制施行により東京都板橋区、1947年（昭和22年）に練馬区として分離。
神奈川県三浦郡逗子町
1943年（昭和18年）に横須賀市へ編入、1950年（昭和25年）に分立。
1954年に市制を施行し逗子市に。
神奈川県高座郡座間町
1941年（昭和16年）に相原村・大野村・大沢村・上溝町・田名村・麻溝村・新磯村と合併して相模原町（現：相模原市）、1948年（昭和23年）に分立。
1971年（昭和46年）に市制を施行し座間市に。
富山県射水郡新湊町・牧野村
1940年（昭和15年）に牧野村が新湊町に編入。1942年（昭和17年）に新湊町が高岡市に編入、1951年（昭和26年）1月に新湊町と牧野村として分立。
牧野村は1951年（昭和26年）4月に高岡市へ編入。
新湊町は1951年（昭和26年）3月に市制施行し新湊市に。その後2005年（平成17年）に小杉町・大門町・下村・大島町と合併して射水市に。
石川県河北郡金津谷村
1907年（明治40年）に高松村と合併して高松村となり、1922年（大正11年）に町制施行して高松町、1950年（昭和25年）に一部を除き金津村（2代目、かなつむら）として分立。
郡内には1907年（明治40年）まで別の金津村（初代、かなづむら）が存在した。
2代目金津村は1960年（昭和35年）に宇ノ気町へ編入。
2004年（平成16年）に宇ノ気町は高松町・七塚町と合併してかほく市に。
長野県上伊那郡宮田町
1954年（昭和29年）に上伊那郡赤穂町・中沢村・伊那村と新設合併し駒ヶ根市となり、1956年（昭和31年）に宮田村として分立。
愛知県知多郡石浜村・生路村
1891年（明治24年）に合併して生浜村となり、1892年（明治25年）に旧2村へ分割。
両村は町村制以前にも合併と分割を繰り返していた。
1906年（明治39年）に2村は藤江村・緒川村・森岡村の一部と合併して東浦村に。
1948年（昭和23年）に東浦村は町制施行して東浦町に。
岐阜県土岐郡笠原町
1951年（昭和26年）に多治見市へ編入、1952年（昭和27年）に一部地域を除き笠原村として分立。
1952年（昭和27年）に町制を施行して再び笠原町に。
2006年（平成18年）に多治見市へ再編入。
岐阜県恵那郡野志村・杉野村・東方村
1897年（明治30年）に恵那郡明知町と合併、1905年（明治38年）に静波村として分立。
1954年（昭和29年）に明知町と再合併して明智町に。
2004年（平成16年）に明智町は恵那市・岩村町・山岡町・上矢作町・串原村と合併し、恵那市に。
岐阜県揖斐郡鶴見村・東横山村・西横山村・東杉原村
1897年（明治30年）に日坂村・西津汲村・東津汲村・外津汲村・三倉村・乙原村・樫原村・小津村と合併して久瀬村となり、1913年（大正2年）に藤橋村として分立。
2005年（平成17年）に久瀬村・揖斐川町・谷汲村・春日村・坂内村と合併して揖斐川町となる。
静岡県小笠郡南郷村
1893年（明治26年）に一部が掛川町に編入、1895年（明治28年）に分離して西南郷村を設置。1943年（昭和18年）に南郷村が掛川町に編入して以降も西南郷村は存続。
1951年（昭和26年）に西南郷村は掛川町・粟本村・西山口村と新設合併して掛川町となる。
1954年（昭和29年）に掛川町は曽我村・東山口村を編入・市制施行し、掛川市に。
三重県名賀郡箕曲村
1942年（昭和17年）に名張町へ編入、1949年（昭和24年）に分立。
1954年（昭和29年）に名張町・滝川村・国津村と合併して名張市に。
滋賀県甲賀郡柏木村
1942年（昭和17年）に水口町へ編入、1948年（昭和23年）に一部を除いて分立。
1955年（昭和30年）に水口町・貴生川町・伴谷村と合併、水口町に。
2004年（平成16年）に水口町は土山町・信楽町・甲南町・甲賀町と合併して甲賀市に。
滋賀県伊香郡伊香具村
1943年（昭和18年）に木之本町と合併して木之本町となるが、1948年（昭和23年）に分立。
1954年（昭和29年）に杉野村・高時村とともに木之本町と合併、木之本町に。
2010年（平成22年）に木之本町は伊香郡高月町・西浅井町・余呉町、東浅井郡虎姫町・湖北町とともに長浜市へ編入。
兵庫県津名郡釜口村・仮屋町・浦村
1956年（昭和31年）に津名郡岩屋町とともに合併し淡路町、1961年（昭和36年）に各一部が東浦町として分立。
2005年（平成17年）に東浦町は淡路町・津名町・北淡町・一宮町と合併し淡路市に。
岡山県真庭郡月田村
1907年（明治40年）に勝山町・一宮村・川西村と合併し新たに勝山町となったが、1949年（昭和24年）に分立。
1955年（昭和30年）に勝山町・富原村と合併し新たに勝山町。
2005年（平成17年）に勝山町は落合町・湯原町・久世町・北房町・美甘村・川上村・八束村・中和村と合併し真庭市に。
岡山県苫田郡加茂町
1942年（昭和17年）に東加茂村・西加茂村と合併し新たに加茂町、1951年（昭和26年）に旧：加茂町（旧：加茂村が町制した側）部分が新加茂町として分立。
1954年（昭和29年）に新加茂町が加茂町（東加茂村+西加茂村）・上加茂村と合併し新たに加茂町。
2005年（平成17年）に阿波村・久米町・勝北町とともに津山市に編入。
広島県賀茂郡寺西村
1939年（昭和14年）に西条町・下見村・御薗宇村・吉土実村と合併し新たに西条町、1950年（昭和25年）に分立。
1952年（昭和27年）に町制施行して寺西町に。
1959年（昭和34年）に西条町へ編入。
1974年（昭和49年）4月20日に西条町は八本松町・志和町・高屋町と合併、東広島市に。
山口県吉敷郡阿知須町・小郡町
1944年（昭和19年）に山口市・平川村・大歳村・陶村・名田島村・秋穂二島村・嘉川村・佐山村と合併して新たに山口市となり、1947年（昭和22年）に阿知須町が、1949年（昭和24年）に小郡町が分立。
2005年（平成17年）に山口市、同郡秋穂町、佐波郡徳地町と合併、山口市に。
山口県都濃郡富田町・福川町
1944年（昭和19年）に徳山市・櫛浜町・大津島村・夜市村・戸田村・湯野村と合併して徳山市となり、1949年（昭和24年）に分立。
1953年（昭和28年）に2町合併で南陽町。
1970年（昭和45年）に南陽町は改称・市制施行し新南陽市に。
2003年（平成15年）に新南陽市は徳山市・都濃郡鹿野町・熊毛郡熊毛町と合併し周南市に。
高知県高岡郡新居村
1942年（昭和17年）に宇佐町と合併して新宇佐町となり、1949年（昭和24年）に分立。新宇佐町の残部は宇佐町に改称。
1958年（昭和33年）に高岡町・宇佐町と合併、高岡町に。
1959年（昭和34年）に高岡町は市制施行し土佐市に。
高知県香美郡香宗村・山南村・徳王子村・富家村
1942年（昭和17年）に4村が合併し大忍村となり、1948年（昭和23年）に解散。
香宗村・富家村は1955年（昭和30年）1月に野市町・佐古村と合併、野市町に。
山南村・徳王子村は1955年（昭和30年）4月に岸本町・山北村・東川村の一部・西川村の一部と合併、香我美町に。
2006年（平成18年）に香我美町・野市町は赤岡町・夜須町・吉川村と合併し香南市に。
愛媛県宇摩郡松柏村
1944年（昭和19年）に中曽根村・中之庄村とともに三島町へ編入、1950年（昭和25年）に分立。
1954年（昭和29年）に三島町・寒川町・豊岡村・富郷村・金砂村と合併して伊予三島市に。
2004年（平成16年）に伊予三島市は川之江市・土居町・新宮村と合併して四国中央市に。
愛媛県喜多郡河辺村
1943年（昭和18年）に大谷村・宇和川村と合併して肱川村（のちの肱川町）となり、1951年（昭和26年）に一部を除いて分立。
2005年（平成17年）に大洲市・肱川町・長浜町と合併して大洲市に。
熊本県飽託郡高橋町・城山村・池上村
1944年（昭和19年）に合併して三和町となり、1949年（昭和24年）に池上村が分立，残部は1950年（昭和25年）高橋村・城山村に分割。
1953年（昭和28年）に3村とも熊本市へ編入。
熊本県八代郡郡築村
1943年（昭和18年）に八代市へ編入、1950年（昭和25年）に分立。
1954年（昭和29年）に八代市へ編入。
大分県直入郡豊岡村
1942年（昭和17年）に竹田町・岡本村・明治村と合併して竹田町となり、1950年（昭和25年）に分立。
1954年（昭和29年）に竹田町・玉来町・松本村・入田村・嫗岳村・宮砥村・菅生村・宮城村・城原村と合併して竹田市に。

#### 合併後、全域もしくは大部分が他自治体へ移管された市町村
埼玉県入間郡元加治村
1943年（昭和18年）4月に1町3村と合併して飯能町、1954年（昭和29年）1月に市制して飯能市、同年9月に旧村域が東金子村に編入し、即日に西武町へ移行。
1956年（昭和31年）9月に西武町のうちの旧：東金子村域が離脱し、1町3村と合併して武蔵町（のち入間市）に。
西武町は1967年（昭和42年）に入間市へ編入。
千葉県東葛飾郡小金町
1954年（昭和29年）9月に1町2村と合併して東葛市（現：柏市）、同年10月に旧町域の大部分が松戸市へ移行。
群馬県邑楽郡長柄村
1955年（昭和30年）に2村と合併して千代田村（現：千代田町）、1956年（昭和31年）に旧村域が中島村へ移行。
中島村は1957年（昭和32年）に改称して邑楽村、1968年（昭和43年）に町制施行して邑楽町。
兵庫県美方郡射添村
1955年（昭和30年）に1村と合併して美方町、1961年（昭和36年）に旧村域が村岡町へ移行。
村岡町は2005年（平成17年）に美方町ほか1町と合併して香美町。
島根県邇摩郡大代村
1955年（昭和30年）に邑智郡1町3村と合併して川本町、1957年（昭和32年）に旧村域が大田市へ移行。
福岡県山門郡竹海村
1907年（明治40年）に2村および1村の一部と合併して山川村（のち山川町）、1959年（昭和34年）に旧村域が三池郡高田町へ移行。
高田町は2007年（平成19年）に山川町ほか1町と合併してみやま市。

### 合併と分割の両用
通常の合併は、廃止された市町村のすべての区域を他市町村に編入する、または廃止された複数の市町村のすべての区域をもって新しい市町村が設置される場合が大半である。また、通常の分割は、廃止された市町村の区域内で複数の市町村が設置する、または1個の市町村の一部の区域を分離して新しい市町村が設置される場合が大半である。しかし、廃止された市町村の地区を複数に分割した上で別々の市町村と合併する場合がある。また、複数の市町村の一部を分離して、分離された地域同士で合併するパターンもある。
すなわち、
- A市のB地区を分離してC市に編入する方法。
- A市のB地区と、C市のD地区をそれぞれ分離して、B地区とD地区が合体してE市を設置する方法。
- A市を解体して、B地区がC市に編入され、D地区がE市と合体してF市となる方法。
- A市のうち、B地区が分離されてC市に編入され、D地区がE市と合体してF市となる方法。

などといったパターンである。
「昭和の大合併」ではこの例も多かったが、「平成の大合併」では山梨県西八代郡上九一色村が唯一の例である。上九一色村は、山地を隔てて北側の梯・古関地区と、南側の富士ケ嶺・本栖・精進地区に分かれ、北側と南側では住民の生活圏が異なっていた。そのため、2006年（平成18年）3月1日に分割され、北側の2地区は東八代郡中道町と共に甲府市に編入され、南側の3地区は南都留郡富士河口湖町に編入された（→上九一色村#分割と編入の経緯）。
上九一色村のほかにも、三重県一志郡美杉村や、栃木県上都賀郡粟野町などいくつかの地域で、同一市町村内の他の地域と生活圏が異なる地域の住民により、「分合両用」による他市町村への編入を求める声が上がったが、住民投票や議会の反対などにより実現には至らなかった（→美杉村#分村合併問題、粟野町#分町合併問題）。
このほか、岩手県下閉伊郡川井村でも盛岡市の生活圏にある村西端の門馬地区で盛岡市との合併を望む声が上がったが、広域行政圏が同じ宮古市と合併した（→川井村 (岩手県)#平成の大合併）。

### 特殊な例

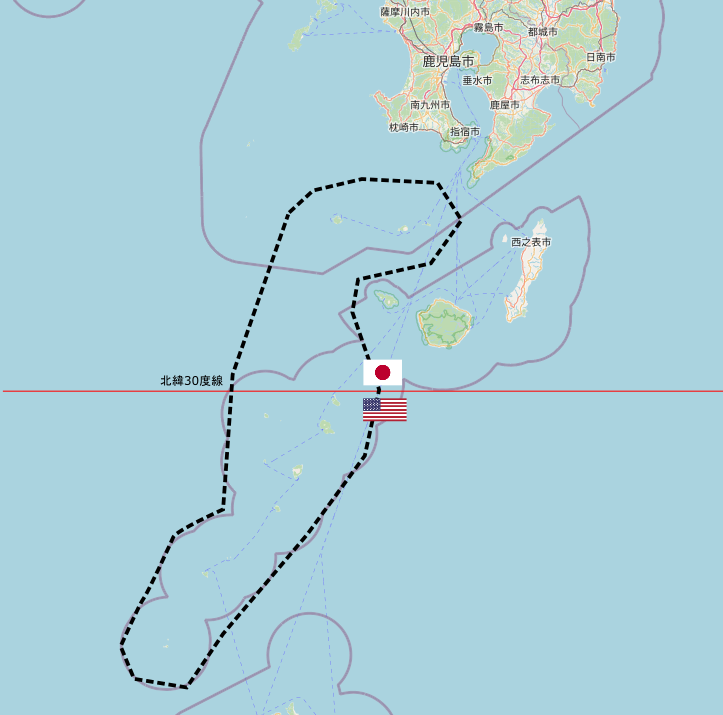
黒い線は1946年までの十島村の区域であり、1946年に北緯30度線（地図中の赤い線）以北が日本、以南がアメリカ合衆国の統治下となった。1952年の本土復帰時に北緯30度線を境界に北が三島村、南が十島村に事実上分割された。

鹿児島県大島郡十島村 → 鹿児島県大島郡十島村、三島村
廃置分合の特殊な例として、1952年（昭和27年）の鹿児島県大島郡（現：鹿児島郡）十島村と三島村の分割の例がある。
前述の2村の前身となる「十島村」（じっとうそん）は、鹿児島県の上三島（黒島・竹島・硫黄島）とトカラ列島（口之島・中之島・諏訪之瀬島・悪石島・平島・小宝島・宝島・臥蛇島と他無人島4島）を行政区域とする村であったが、第二次世界大戦終戦後の1946年（昭和21年）に北緯30度以南のトカラ列島・奄美群島・沖縄がアメリカ合衆国の統治下となり、その当時北緯30度を跨いで設置されていた町村制における大島郡十島村（じっとうそん）が日本の行政権の及ぶ上三島と、アメリカ合衆国の占領下となったトカラ列島とにこの時点で事実上分割された。
それまでアメリカ合衆国統治下となった中之島に村役場が置かれていたことから村役場を失うことになった日本の行政権下にある「十島村」は、1946年2月11日に黒島において三島村設立委員会を開催し、村長臨時代理者と仮役場の設置を決議。2月24日に十島村仮役場を村外の鹿児島県鹿児島市稲荷町に設置し、鹿児島県知事によって村長臨時代理者が発令された。翌年1947年の地方自治法の施行により、地方自治法による十島村となった。
一方、アメリカ合衆国の統治下となっていた十島村には日本の行政権が及ばず、トカラ列島及び奄美群島の統治機構である臨時北部南西諸島政庁（のちに奄美群島政府→琉球政府奄美地方庁となる）によって施行された市町村制（1949年臨時北部南西諸島政庁令第21号）が適用されていたが、1952年（昭和27年）2月4日にアメリカ合衆国の統治下となっていた十島村の下七島からなるトカラ列島が日本国へ復帰することとなった。
トカラ列島の本土復帰のために定められたポツダム命令の一つである『昭和二十六年十二月五日附連合国最高司令官覚書｢若干の外かく地域の日本からの政治上及び行政上の分離に関する件｣に伴う鹿兒島県大島郡十島村に関する暫定措置に関する政令』（昭和26年政令第380号）に基づいて制定された「鹿兒島県大島郡十島村に関する地方自治法の適用及びこれに伴う経過措置に関する政令」（昭和27年政令第13号）の下記の規定によって同年2月10日より「鹿児島県大島郡十島村の区域で北緯30度以南（口之島を含む）、北緯29度以北」の区域に地方自治法が適用され、新たに「十島村」（としまむら）が設置された。
一方、日本の行政権下に属していた上三島のみが残存する十島村については、鹿児島県告示である「大島郡十島村の境界」（昭和27年鹿児島県告示第74号）及び「大島郡十島村を三島村に変更する条例の許可」（昭和27年鹿児島県告示第75号）が鹿児島県公報に登載された。
この告示の効力により、1952年（昭和27年）2月10日に日本の行政権下に属していた「十島村」の境界を北緯30度以北（口之島を除く）に変更したうえで、「三島村」に名称変更した。
結果として、十島村（初代）は通常の解体分割によらず、ポツダム命令である政令の規定による村設置と、地方自治法第7条第1項の規定による境界変更及び同条第3条の村の名称変更の組み合わせにより、区域としては十島村と三島村に実質的に分割された。
| 1889年（明治22年）4月1日    | 1889年（明治22年） - 1912年（明治45年）                                                  | 1912年（大正元年） - 1944年（昭和19年）   | 1945年（昭和20年） - 1952年（昭和27年）                                          | 1952年（昭和27年） - 1965年（昭和40年）                   | 1965年（昭和40年） - 現在               |
| --------------------------- | ---------------------------------------------------------------------------------------- | ----------------------------------------- | -------------------------------------------------------------------------------- | --------------------------------------------------------- | --------------------------------------- |
| 川辺郡十島 （町村制未施行） | 1897年（明治30年）4月1日 大島郡 1908年（明治41年）4月1日 （島嶼町村制施行） 大島郡十島村 | 1920年（大正9年） （町村制） 大島郡十島村 | （上三島） 大島郡十島村 1947年（昭和22年）5月3日 （地方自治法施行） 大島郡十島村 | 1952年（昭和27年）2月10日 （境界変更・改称） 大島郡三島村 | 1973年（昭和48年）4月1日 鹿児島郡三島村 |
| 川辺郡十島 （町村制未施行） | 1897年（明治30年）4月1日 大島郡 1908年（明治41年）4月1日 （島嶼町村制施行） 大島郡十島村 | 1920年（大正9年） （町村制） 大島郡十島村 | （下七島） 1946年（昭和21年）2月2日 （アメリカ合衆国統治下） 十島村              | 1952年（昭和27年）2月10日 （地方自治法適用） 大島郡十島村 | 1973年（昭和48年）4月1日 鹿児島郡十島村 |

## 市町村合併の影響
住民生活やサービスの利便性向上
住民の生活行動圏に見合った行政サービスの広域化。通勤・通学、通院、買い物などの行動圏域は従来の行政区画を越えている場合が多いが、行政区域が広域化することによって住民票の写しの交付などの窓口サービスが勤務地や外出先などの近くで利用できるようになる。また、文化会館、図書館、スポーツ施設などの各種公共施設については、それまで利用に制限がある、利用料金に差があるなどした隣町の施設についても同条件で利用が可能となる。市町村行政に求められる機能も高度化・複雑化しているが、専門的知識を備えた職員を確保することにより専門的かつ高度な行政サービスを提供できるようになる。埼玉県ふじみ野市では合併特例債を活用し小中学校の耐震補強、大規模改修工事を行った。群馬県桐生市では専門的知識を持った職員が配属された。
地域づくりの契機
合併の議論を通じて自らのまちを見直す機会となる。合併後も、まちづくりビジョン実現のため、住民、諸団体の地域づくりへの主体的参画が期待される。富山市では合併で市内道路が整備された。静岡県藤枝市では一体的なブランディングによる広域観光拠点づくりがなされた。
行財政の効率化
個々の自治体が行ってきた管理業務を一つに集約することにより職員数や経費を削減する一方、新たな行政ニーズの発生している部門に充てることができる。職員数も人口当たり少なくなすることができるため、行政サービスの向上を図りつつ、人件費や経費を抑制することができる。町三役や市区町村など地方議員の総数が減り人件費が節減されたと評価がある。特に財政基盤の少ない小規模自治体は合併で財政基盤が安定した。ただし、合併で消滅する自治体においても退職年齢まで市町村職員の地位は法律で保証されているため、人員抑制・削減効果が期待できるのは合併後数年以上経過してからとなる。また、支所の配置方式によってもその効率化効果はかなり異なってくる。
議員数削減
平成の大合併で26市町村になった宮崎県の地方議員定数は2019年3月時点で387となり、平成の大合併前で44市区町村あった2005年7月の768から半減した。宮崎日日新聞は背景として合併で市町村の数自体が減ったことに加え、人口減少・財政難などで各議会で定数削減が推進されていることと報道している。
地域の集約化
合併後も旧過疎地域は人口流出と地域の衰退が止まらないことで、中心部から離れた過疎地域では合併への不満の声を持つ者がいる。佐賀新聞は、合併せずとも数軒のための道路や橋、水道などの公共インフラの維持が財政的に困難になるときがやってくると指摘している。夕張市は人口減少しても「住み続けられるまちづくり」とし、主要道路沿いに集落を集約する計画を策定し、住宅の集約化を進めている。過疎地域の市民から集約化のために地域を離れることへの反発はあったが、市営住宅集約で維持費と暖房費削減、低層化で階段の上り下り負担軽減など住民にもメリットがある。

### 自治体内の所得分布の変化
編入合併により財政基盤が脆弱な市町村を吸収した地域では、低所得者層を新市町村内に多く抱え込むことになり、地域内所得格差が大きくなることが明らかになった。ジニ係数が0.325以上に該当する自治体は、合併前（2003年）では50%ほどであったが、合併後（2006年）には約76%にまで達していた。合併した多くの市町村では、地域内再配分という政策課題に直面することとなった。

## 合併する際の論点
市町村が合併する際の論点としては以下の点が挙げられる。
- 市町村の組み合わせ
- 合併後の新庁舎の位置
- 新市町村の名称（→#合併後の名称が問題となった例）
- 議員定数の扱い
- 関係市町村の財政問題
- 合併を希望する市町村の文化の違い
- 合併の方式

### 市町村の組み合わせ
どの市町村と合併するかというのは最大の問題といえる。多くは、都市圏内、郡内などの組み合わせにより枠組みが決まっていった。枠組みを決めるに際して、地区懇談会を開催して首長が私案として提示し合意を取り付けたケース、いくつかのパターンを示してアンケートで民意を問うたケースなどがあるが、中にはこじれて住民投票にまでもつれこんだケースがある。最終的には首長の判断が問われ、合併の組み合わせと生活圏とが異なるうえに住民意向調査で反対の民意が示されたにも関わらず合併を実行させたケースもみられる。
なお、市町村の合併の議論をうながし、市町村合併を後押しするため、市町村合併が考えられる組み合わせ（パターン）として、複数のパターンを含む合併市町村の組み合わせを作成し公表した県もあった。

### 新庁舎の位置
新市町村の本庁の位置問題は、当該自治体間で中心地区が明確ではない場合、関係自治体の面子もあって、非常に問題となるケースがある。庁舎は自治体の中心としての意味を持つためである。秋田県にかほ市などのように、実際にこの問題で合併協議がこじれる場合もある。また滋賀県高島市のように新庁舎の位置を巡った結果、建設が予定されている場所とは別のところにある旧自治体の庁舎（旧：新旭町役場）を暫定的に使用することになった自治体もある。
なお、平成期においては市町村合併が財政の健全化という文脈で語られる場合も多い上、住民も市町村役場建設などの出費には厳しい目を向けており、旧市町村の庁舎とは別に新自治体としての庁舎を新たな場所で新築しようとするケースは少なく、また市と町村で合併した自治体では合併前の財政力の違いなどから市役所と町村役場の本庁舎の規模に大きな差が生まれていることがしばしばあり、そのまま旧市役所の庁舎を本庁、旧町村役場の庁舎を分庁舎や行政センターとしている例が少なくない。前出の高島市の新庁舎も土地は取得できたものの、現時点では着工のめどは全く立っていない。さらに高島市は旧：新旭町役場を拡張し市役所として永続的に使用する公約を掲げた市長が当選し、合併協定が反故にされるとの理由で旧：マキノ町と新市役所が置かれるはずだった旧：今津町の高島市からの分立を目指す住民運動が動きを見せ始めた。

### 議員定数及び任期の取扱い
市町村議会議員の定数と任期の取扱いは議員にとっては身分にかかわる関心事である。しかし、地方自治法上は「合体（新設合併）における関係市町村」及び「編入（編入合併）における編入される市町村」においては市町村の法人格が消滅することから、該当する議会の議員は当然に失職することになる。
国では合併特例法において以下の特例を定め、この制度は2005年（平成17年）施行の合併新法にも引き継がれている。
- 定数特例 - 合併直後に一時的に議員定数を増やす特例
- 在任特例 - 合併前の議会議員が合併後も一定期間議員として在職できる特例

これらの特例を適用するかどうかは合併協議会の協議による。特例の内容は合体（新設合併）と編入（編入合併）で異なる。

#### 合体（新設合併）の場合
在任特例
旧市町村の議員は合併後2年以内に限り新市町村の議員となることができる。

#### 編入（編入合併）の場合
定数特例
編入された旧市町村の区域に選挙区を設け、2回の選挙までに限り増員選挙を行うことができる。この選挙区の定数は、以下の計算式で求めた人数以内で定めることができる。
（編入先の市町村議員定数：A人、編入先の市町村の人口：x人、編入される市町村人口：y人）
選挙区の議員定数=A×（y÷x）
在任特例
編入された市町村の議員は編入先の市町村の最初の選挙までに限りその議員となることができる。さらに、最初の選挙の際に、上記の定数特例による定数増により、増員選挙を選択することもできる。しかし、選挙を別の日程で行うことで経費が増大するため、これを嫌って在任特例を適用しなかった例もある。

### 財政問題
関係市町村の財政問題も当該市町村の内部ではかなり問題視された場合がある。市町村の地方債・基金の残高状況を含む財政状況そのものは対住民にも公表され、また、横の比較可能な形で決算結果は公表されている。ところが、土地開発公社の財政状況、あるいは第三セクターへの慢性的な支出金・借入金など、市町村の普通会計に属さない領域での隠れ負債があるのではないかとの疑念が生じた。
また、「貯金」といえる基金についても、「合併が決まる以前から予定されていた事業」と強弁しつつ、「新市町村に持って行かれたら損」とばかりに合併前に駆け込み事業を行ったり、地区団体に配布したりする例もみられた。

### 合併方式の問題
新設合併か編入合併かをめぐって対立が起こる場合もある。
南高来郡有家町・西有家町・布津町・深江町・有明町の5町は島原市との合併が予定されていたが、島原市への編入か（新）島原市の新設かで対立が起こり、最終的に有明町を除く4町が周辺4町と対等合併して南島原市となっている。

## 合併協議会
合併協議会は、地方自治法第252条の2、合併新法第3条の規定により、関係市町村議会の議決を経て設置されるもので、関係市町村の長および議会や職員、住民の代表者らによって構成され、「法定合併協議会」とも呼ばれる。法定合併協議会において「合併市町村基本計画」や協定項目を策定することにより、合併新法に基づく制度的特例を受けることができる。
一方、法定合併協議会を設置する前に、いわゆる「任意合併協議会」（任意協議会）を設置することが多いが、任意協議会はその名のとおり法的には設置する必要のない任意の話し合いの場であり、任意合併協議会を設置せず、「研究会」または「勉強会」での協議を経て法定合併協議会を設置するケースもある。
市町村によっては、任意合併協議会で合併協定書記載項目のほとんどの協議を終え、法定合併協議会は形式的に設置して、2、3回程度の協議で合併協定書を締結することもある（新潟市など）。

### 合併の手続き
法定合併協議会を設置する場合の合併の手続きは以下のようになる。事前協議から合併まで、通常22ヶ月程度が標準期間といわれているが、当然一定ではない。
1. 任意合併協議会などで事前協議を行う。住民発議で法定合併協議会が設置される場合は事前協議がない場合もある。
2. 関係市町村の議会の議決を経て法定合併協議会を設置する。
3. 法定合併協議会において、以下の事項について協議し合意する。
  1. 合併市町村基本計画（案の段階で都道府県知事と協議を行う）
  2. 合併の期日、合併の方式、合併後の市町村の名称と庁舎の位置、合併後の事務事業の調整方針
  3. 議会議員の取扱い、地域自治区の設置 など
4. 関係市町村議会で市町村の廃置分合及び関係議案の議決
5. 都道府県知事への申請
6. 都道府県議会での議決
7. 都道府県知事が「廃置分合処分の決定」を行い、決定書を関係市町村長に交付し、総務大臣に届け出る。
8. 総務大臣の官報告示により合併（分割）が法的に決定

### 住民発議による法定合併協議会
1965年（昭和40年）施行の合併特例法では、法定合併協議会の設置の発議権は関係市町村の長のみが有していたが、1995年（平成7年）の改正により、有権者の50分の1以上の連署をもって、法定合併協議会の設置を市町村長に直接請求できる「住民発議制度」が創設され、2005年（平成17年）施行の合併新法にも引き継がれた。静岡市と清水市の合併は住民発議によって法定合併協議会が設置されて合併に至った例の一つである。ここは青年会議所の発議によって協議会が設置されたもので、他にも、青年会議所の組織的な住民発議で協議会が設置された事例が全国にみられるが、「あたかも住民が主張してきたかのように見えるが、中央の思惑に乗っかったもの」という見方もある。
しかし、住民発議によって法定合併協議会が設置された場合、任意合併協議会や研究会・勉強会での協議の積み重ねがないケースが大半であり、協議会を設置しても合併に至らない事例が続出した。

### 合併協定書の調印
合併協議会で合併協議が整うと関係市町村長による合併協定書への調印を行うことが多い。調印にあたっては、市町村長の署名押印のほか、立会人として議会議長が署名をする場合もある。
合併協定書の調印は法的には何ら意味を持たないが、セレモニーとして、都道府県知事、地元選出の都道府県議会議員や国会議員らを招いて盛大に行われることが多い。しかし、その後に行われた市町村議会で合併関連議案が否決される事例や、合併協議会の解散に至ってしまう事例もあった。
協議段階で紛糾した市町村では、これを避けるためか、まず市町村議会で合併関連議案を可決した後に、合併協定書の調印式を行ったり、岡山市（2005年（平成17年）3月の1次合併）のように調印式そのものを行わず、県に申請したりする事例もあった。

## 合併後の名称
合併する際の自治体の新名称は上述の通り法定合併協議会において決められるが、その候補の選定にあたっては公募が行われることが多い。公募は特に合体（新設合併）をする場合に多く行われ、合併対象市町村の住民を対象にする場合、住民と通勤通学者、出身者を対象にする場合、居住地域を限定せず全国を対象とする場合などがある。
合併後の新自治体の名称は、合併に加わる自治体のうちのひとつの名称を採用する場合と、新たな名称を採用する場合とに大別される。一般に、編入（編入合併）においては編入する側の自治体の名称が採用されることが多い。新たな名称を採用する場合、旧自治体名の使用を避け、旧郡名などの広域地名（例：千葉県匝瑳市やいすみ市）や合成地名（例：茨城県小美玉市）、方角地名（例：香川県東かがわ市）が採用されることが多い。対等合併で既存の自治体の名称を採用する場合、編入合併の印象を与えないよう、ときがわ町（埼玉県）やたつの市（兵庫県）のように表記が変えられることもある（ひらがな・カタカナ地名）。

### 合併後の名称が問題となった例
合併後の名称の問題が原因で廃案となった例は、南セントレア市（愛知県）、あっぷる市（青森県）、平泉市（岩手県）、白神市（秋田県）、はながさ市（山形県）、中央アルプス市（長野県）、武南市（埼玉県）、桜宮市（同）、彩野市（同）、安土市（滋賀県）、西和市（奈良県）、さざなみ町（長崎県）などがある（詳細は各記事参照）。
新名称に賛否が分かれたが採用した例は、にかほ市、さいたま市、あきる野市、つくばみらい市、常総市、みどり市、西東京市、中央市、甲州市、南アルプス市、伊豆市、伊豆の国市、丹波市、四国中央市、南九州市などがある。
一方、新名称に批判が続出するなどして、名称を再検討した例としては以下の例がある。
- 福島県ひばり野市：正式決定後に飯舘村の離脱を受け再検討し、南相馬市が発足する。
- 茨城県常陸野市：正式決定後に石岡市が反発、再度協議会が設立され、石岡市、小美玉市が発足する。
- 千葉県太平洋市：関係町村間で合意後に批判を受けて再検討し、山武市が発足する。
- 岐阜県ひらなみ市：正式決定後に批判を受けて再検討し、海津市が発足する。
- 滋賀県西近江市：正式決定後に批判を受けて再検討し、高島市が発足する。
- 島根県石見銀山市：最終候補として提案されたが、旧：大田市の反発で空転した後再検討し、大田市が発足する。
- 佐賀県湯陶里市：正式決定後に武雄市、山内町の離脱を受け再検討し、嬉野市が発足する。
- 長崎県北松浦市：正式決定後、松浦市が反発、田平町の離脱を受けて協議会が解散したのち3市町で松浦市が発足する。
- 鹿児島県れいめい市：正式決定後に批判を受けて再検討し、いちき串木野市が発足する。
- 沖縄県宮古市：関係市町村間で合意した後に岩手県宮古市の反発と住民アンケートの結果を受け再検討し、宮古島市が発足する。

また、合併後に改称した例としては共に昭和の大合併時で青森県大湊田名部市（むつ市に改称）、徳島県鳴南市（鳴門市に変更）、千葉県東葛市（柏市に変更）、福岡県宇島市（豊前市に変更）、平成以降では兵庫県篠山市（丹波篠山市に変更）がある。

## 市町村数の推移
| 年                     | 市の数 | 町の数 | 村の数 | 市町村数 |
| ---------------------- | ------ | ------ | ------ | -------- |
| 1888年（明治21年）12月 | -      | 71,314 | 71,314 | 71,314   |
| 1889年（明治22年）12月 | 39     | 15,820 | 15,820 | 15,859   |
| 1947年（昭和22年）8月  | 210    | 1,784  | 8,511  | 10,505   |
| 1956年（昭和31年）4月  | 495    | 1,870  | 2,303  | 4,668    |
| 1965年（昭和40年）4月  | 560    | 2,005  | 827    | 3,392    |
| 1995年（平成7年）4月   | 663    | 1,994  | 577    | 3,234    |
| 2003年（平成15年）4月  | 677    | 1,961  | 552    | 3,190    |
| 2005年（平成17年）4月  | 739    | 1,317  | 339    | 2,395    |
| 2006年（平成18年）4月  | 779    | 844    | 197    | 1,820    |
| 2008年（平成20年）11月 | 783    | 806    | 193    | 1,782    |
| 2014年（平成26年）4月  | 790    | 745    | 183    | 1,718    |

※最新状況（総務省）
| · | 現在、技術上の問題で一時的にグラフが表示されなくなっています。 |

## 市町村合併の一覧
- 年代別
  - 1946年 - 1949年
  - 1950年 - 1953年
  - 1954年前半・後半
  - 1955年
  - 1956年
  - 1957年
  - 1958年
  - 1959年
  - 1960年 - 1989年
  - 1990年 - 2002年
  - 2003年
  - 2004年
  - 2005年前半・後半
  - 2006年
  - 2007年以降
- 都道府県別